# Kakegawa, Shizuoka
Kakegawa (tiếng Nhật: 掛川市) là một thành phố thuộc tỉnh Shizuoka của Nhật Bản.

## Hình ảnh

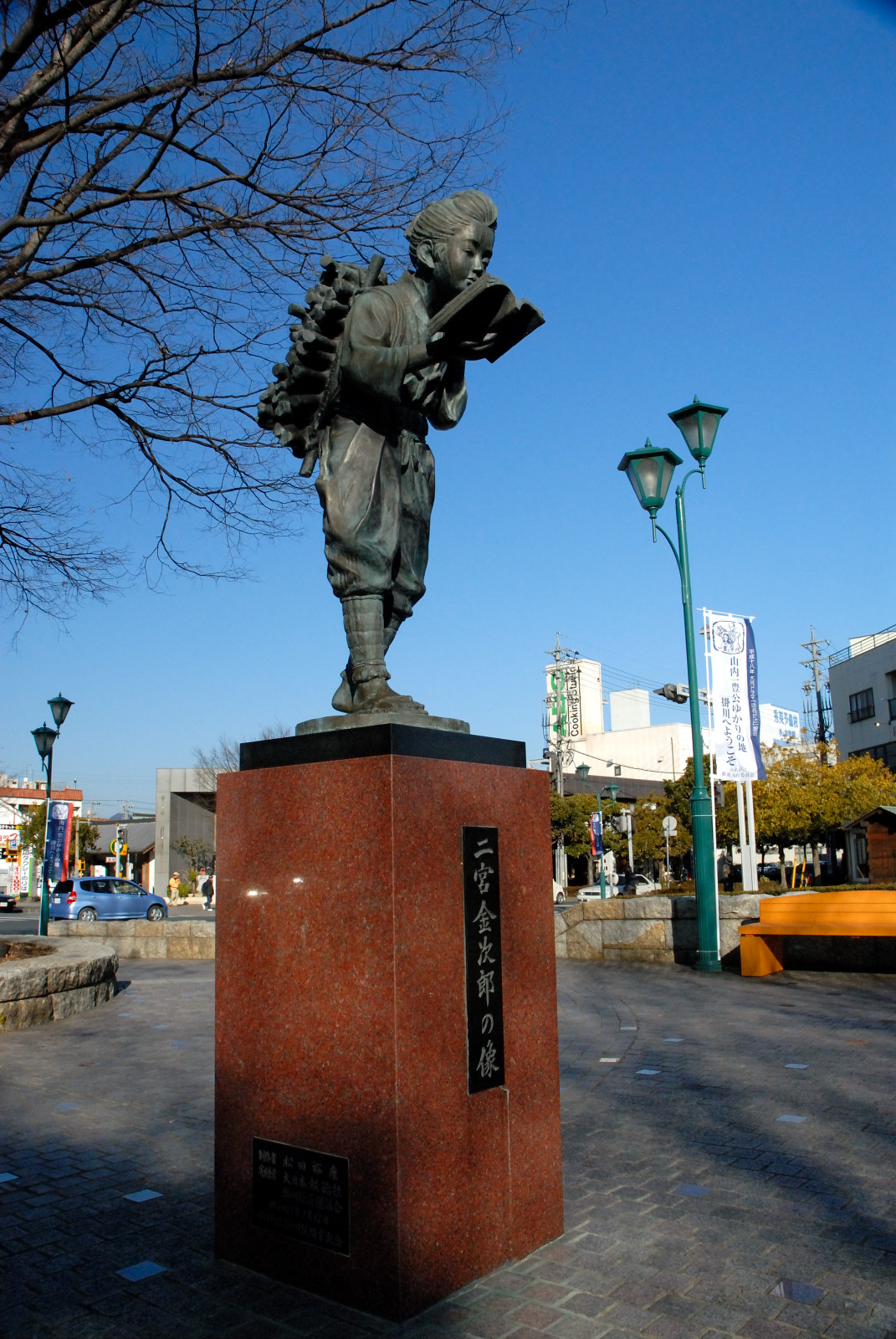
二宮金次郎像
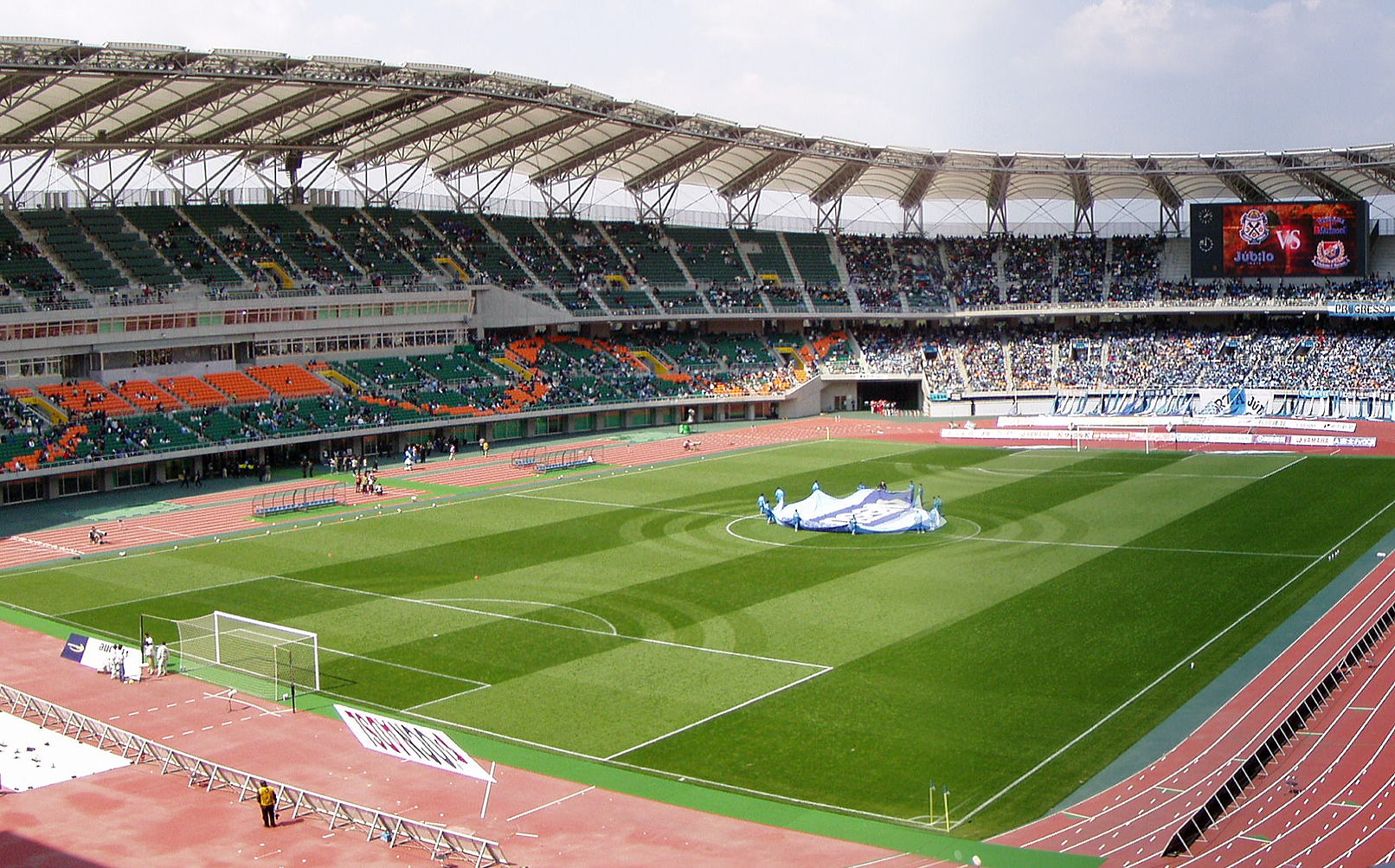
エコパスタジアム
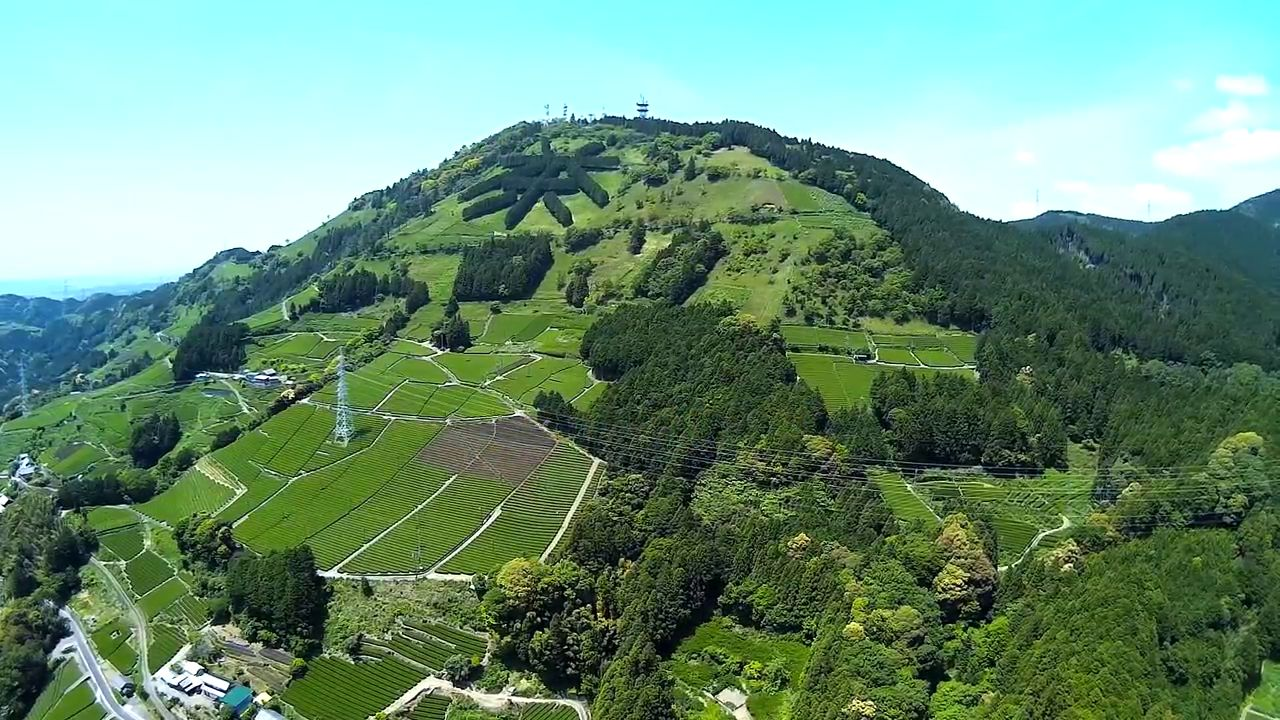
粟ヶ岳
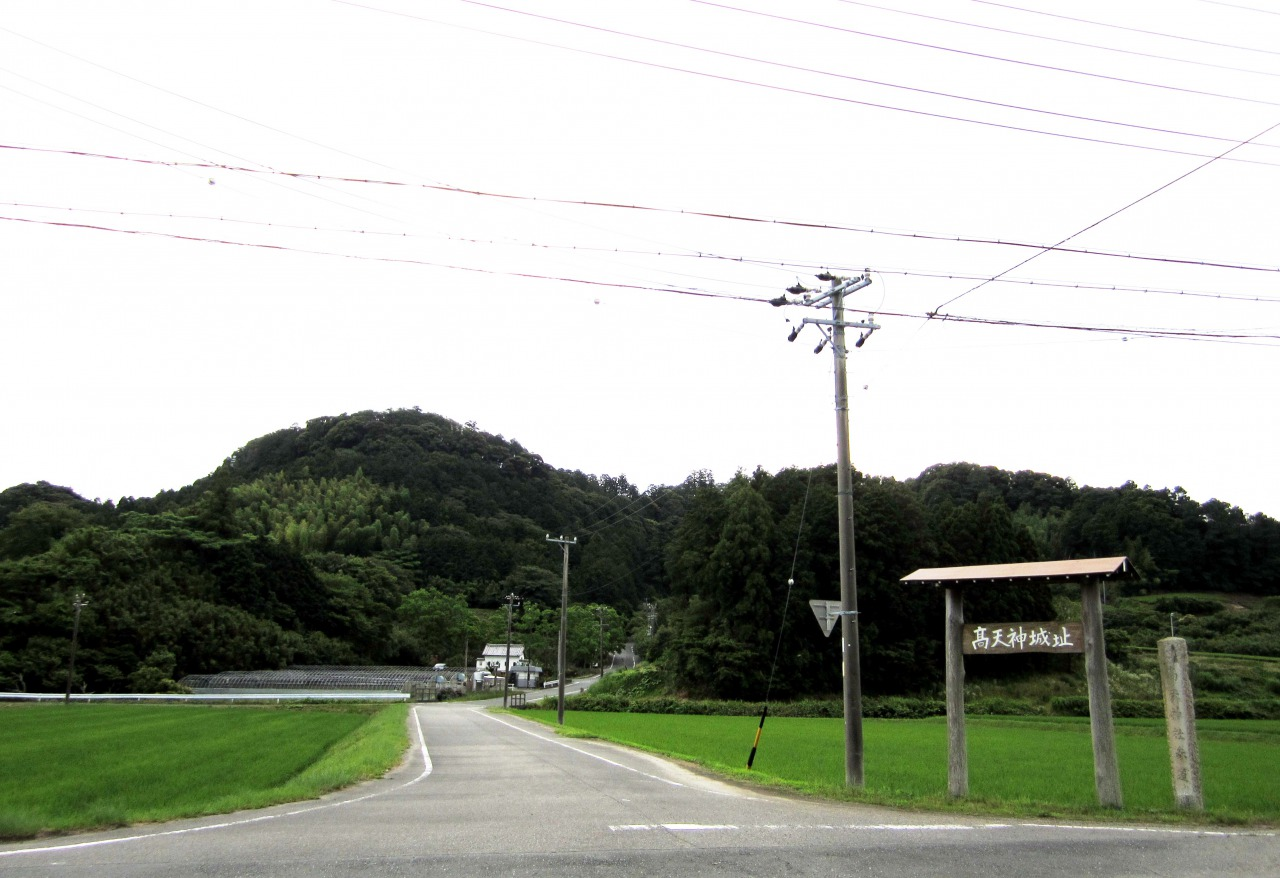
高天神城
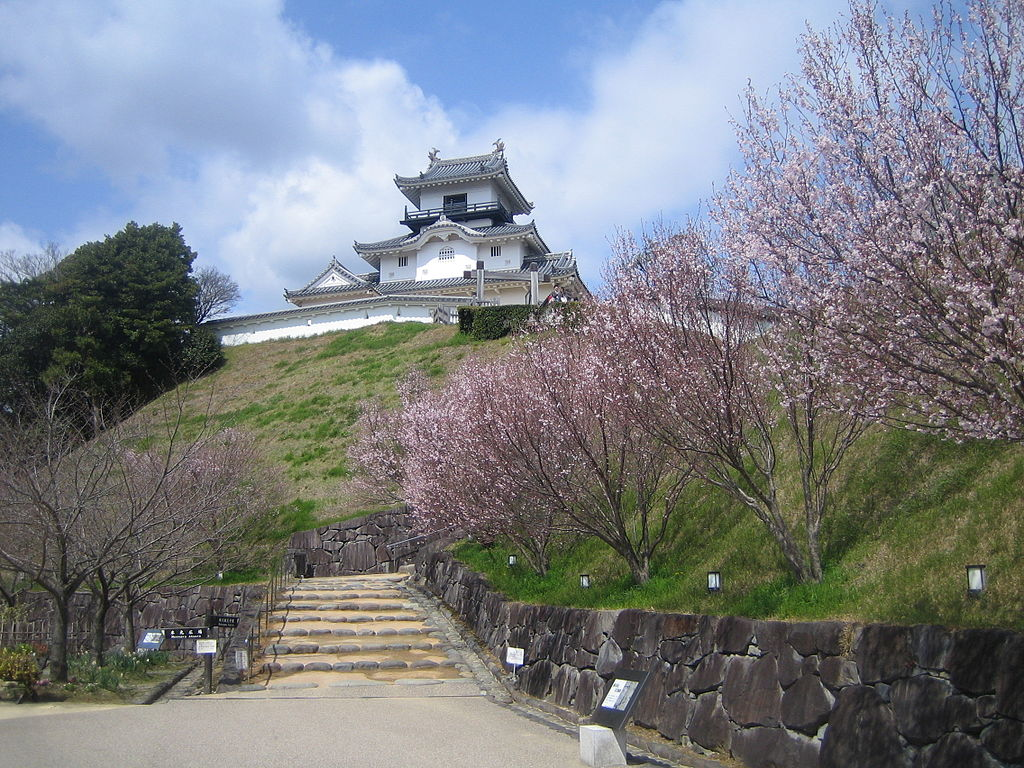
掛川城
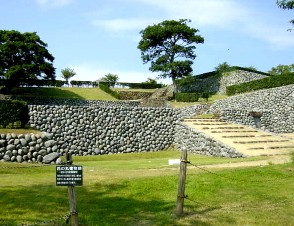
横須賀城
事任八幡宮事任八幡宮
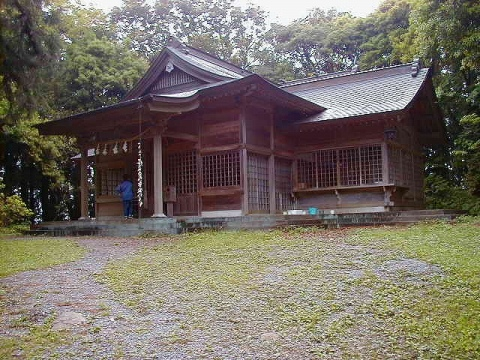
阿波々神社
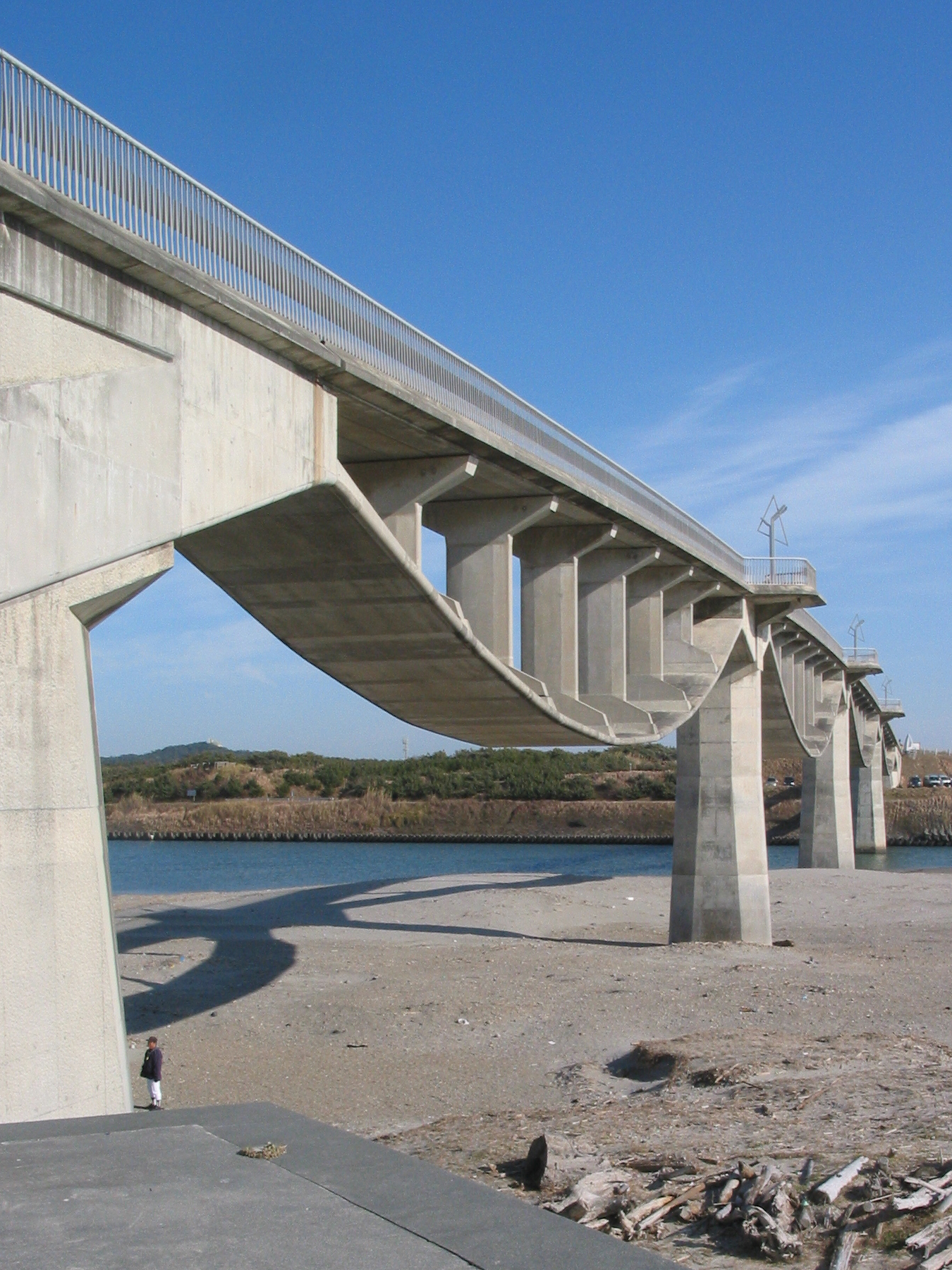
潮騒橋
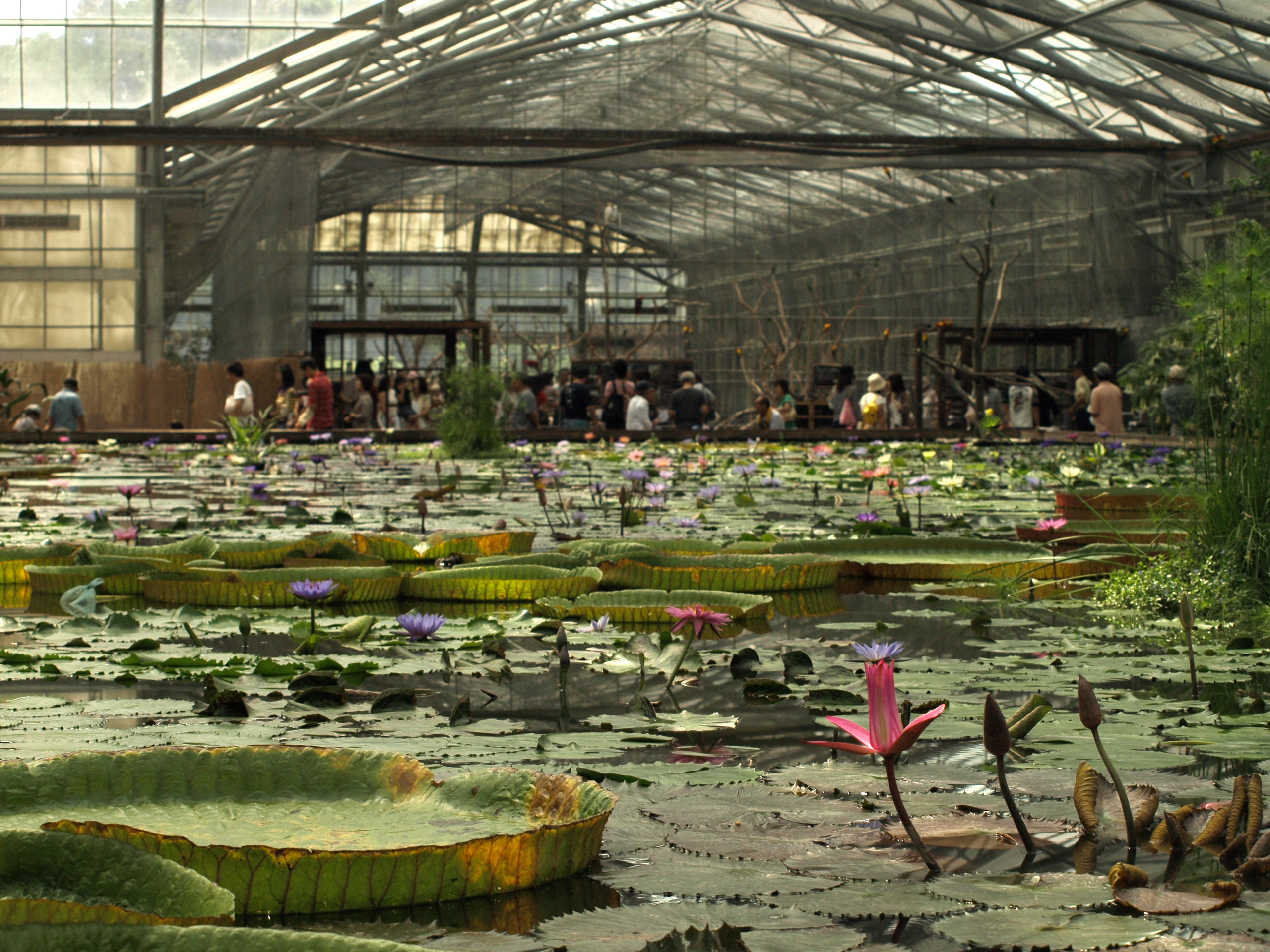
掛川花鳥園
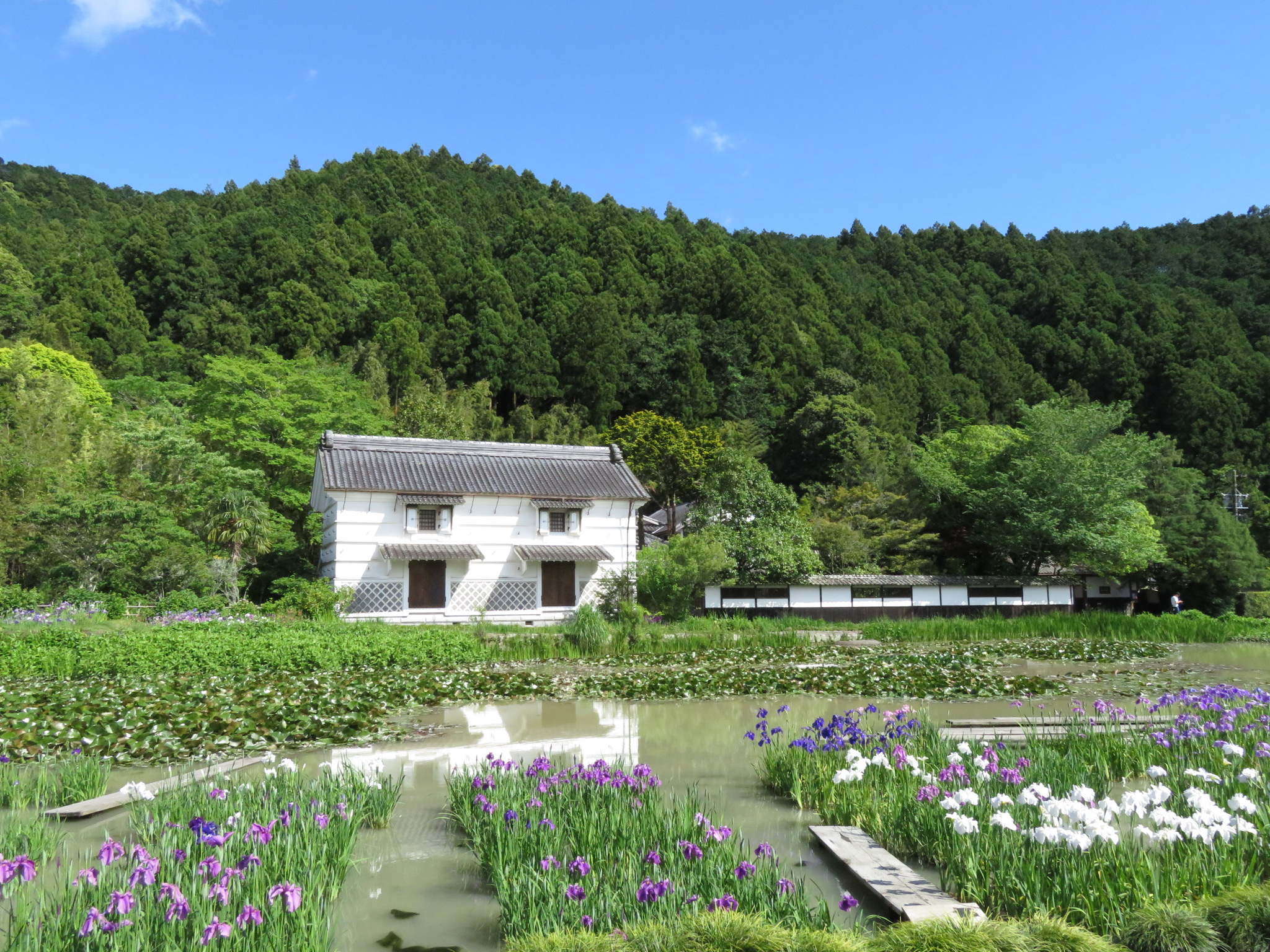
加茂花菖蒲園
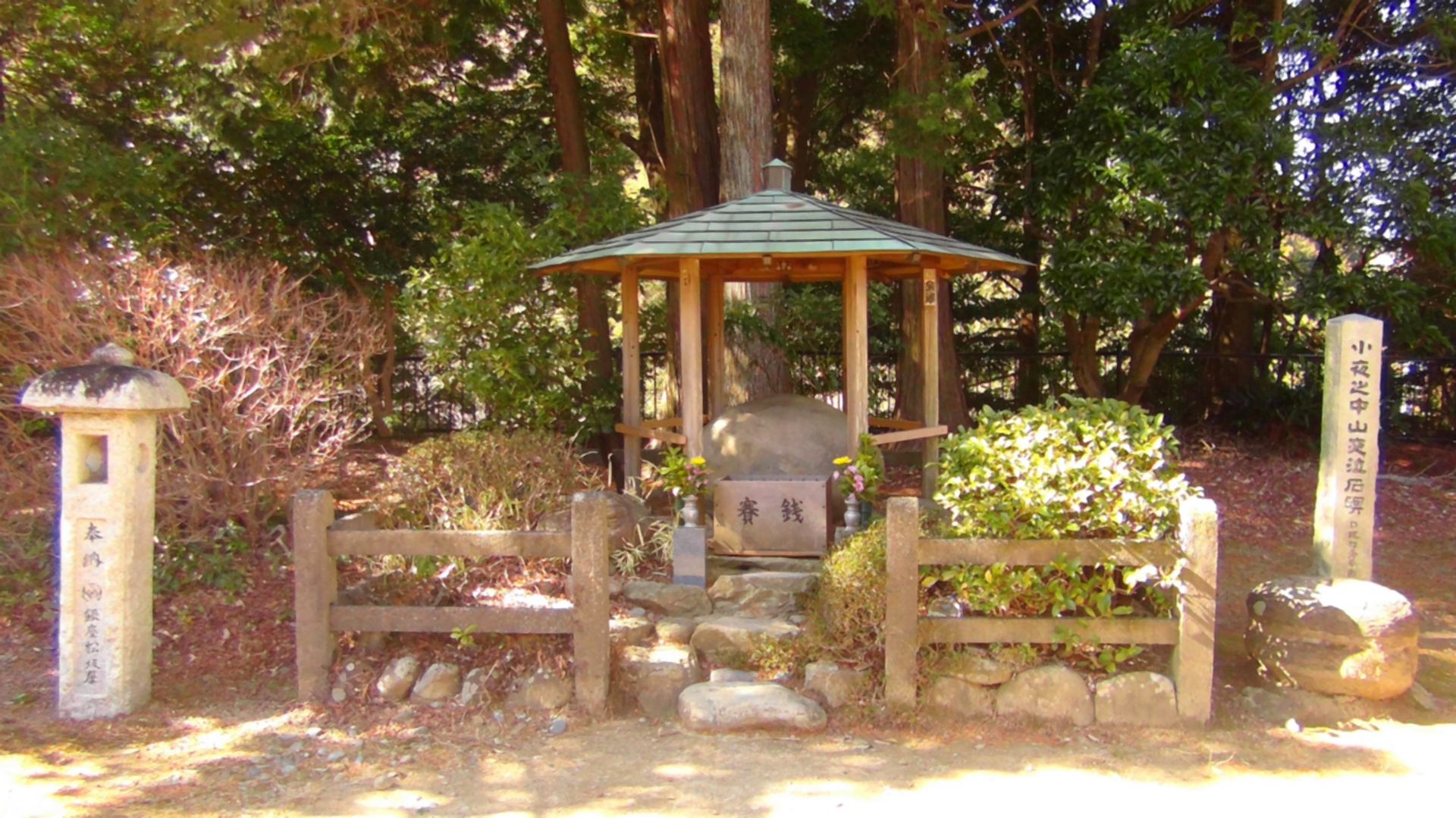
夜泣石